# Tichá Šárka

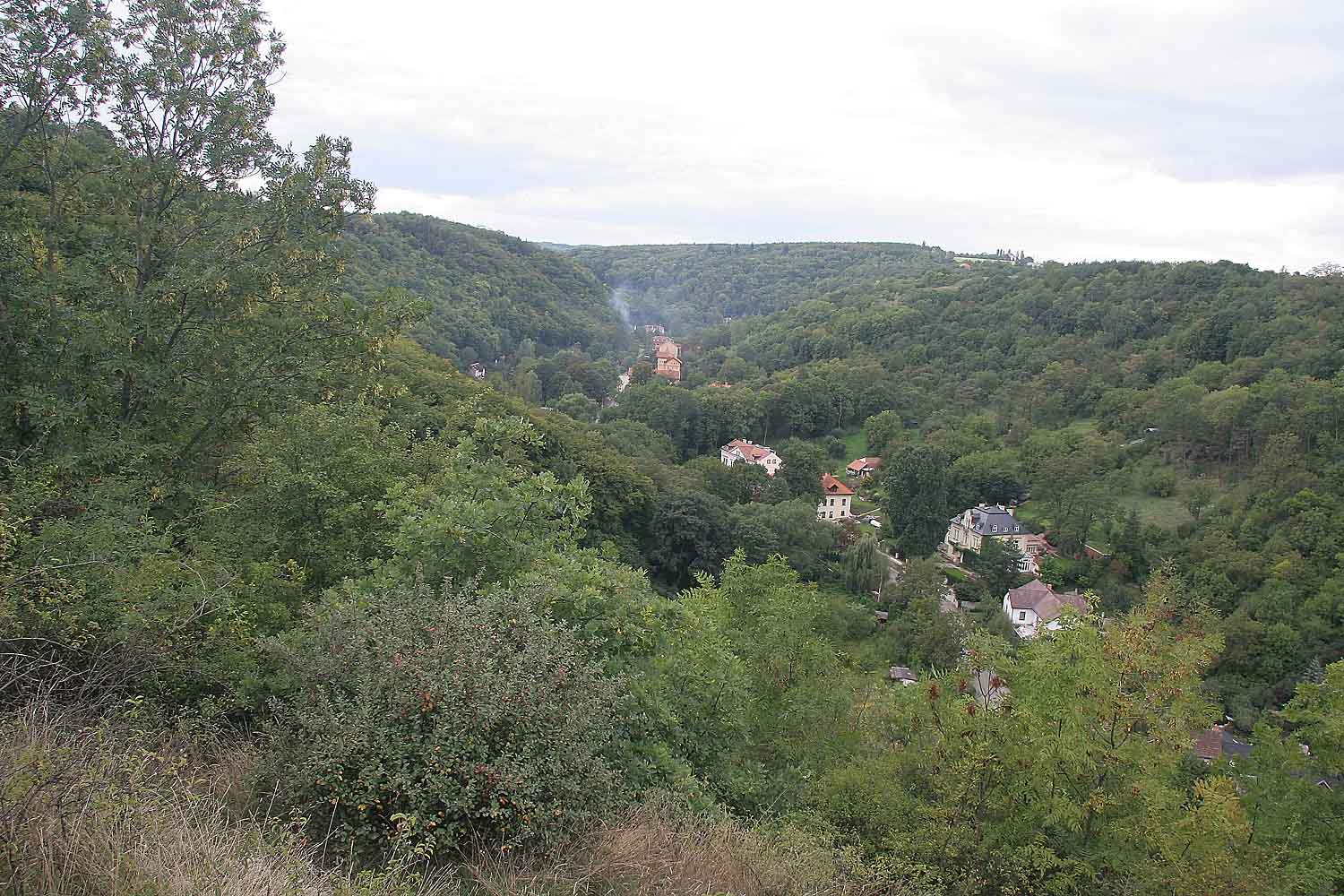
Dolní Šárka

Tichá Šárka je východní část Šáreckého údolí pod Divokou Šárkou. V užším smyslu označuje část přírodního údolí od míst, kde již Šárecký potok opustil skalnatou Divokou Šárku, po Jenerálku, někdy je takto označována i další část údolí až k Podbabě poblíž ústí do Vltavy. Tyto části Šáreckého údolí mezi Jenerálkou a Podbabou se nazývají Horní a Dolní Šárka.
Na protějším břehu Vltavy se rozkládá oblast Podhoří, navazující na Trojskou kotlinu. Útvar Šárky propojuje tuto oblast s dalšími přírodními enklávami přes údolí Housle u Lysolají a Tiché údolí až do Roztok. Tři menší lokality na území Dolní Šárky jsou společně chráněny jako přírodní památka Dolní Šárka.

## Historie
Základní význam pro utváření prostoru Tiché Šárky mělo viniční hospodářství, jehož pozůstatky lze na některých místech pozorovat dodnes. První vinice v údolí jsou známy již na počátku 15. století, kdy byly založeny proboštem Jiříkem z Janovic. Nacházely se na jižním svahu vrchu Baba, v místech pozdější usedlosti Paťanka, vybudované z bývalého viničního lisu. Další vinice vzápětí vznikaly na dlouhém hřebenu kolem kostela sv. Matěje. O rozvoj viničního hospodářství, ale také o zakládání chmelnic, se na konci 15. století zasloužil pražský měšťan Stanislav Kadeřábek. Na jižním svahu Tiché Šárky začaly vznikat vinice po roce 1528, za probošta Armošta ze Šlejnic. Jejich tehdejší existenci připomínají stupňovité terasy v zahradách, dobře viditelné zejména v zimě, kdy je nezakrývá listí stromů a křovin.

Lisy na vinicích byly postupem času přestavovány v usedlosti, vytvářející atmosféru Tiché Šárky. Svými názvy dokládají dávné majitele. Jsou pojmenovány podle jejich příjmení nebo povolání. Například usedlost Žitná, vzniklá spojením tří vinic, patřila po roce Jiřímu Žitníkovi. V prostoru usedlosti byla v 19. století postavena novorenesanční vila Zuzanka, patřící rodině Rottů. Pobývala zde spisovatelka Karolina Světlá (vlastním jménem Rottová), která do prostředí Šárky zasadila svou novelu "Láska k básníkovi". V blízkosti vily Zuzanka se nachází Rakařka. Kdysi původně vinice, na níž byla v 18. století postavena zemědělská usedlost. Rakařka byla později známa jako koupaliště, zřízené v zahradě v roce 1935. Koupaliště je ale už několik let zavřené a poté, co byla v objektu provozována ubytovna pro cizince, chátrá.

V Tiché Šárce byly v povodí Šáreckého potoka také zakládány mlýny. Nejznámější z nich je Dubový mlýn, který v 18. století patřil rodině Myslivečků, z níž pocházel slavný hudební skladatel Josef Mysliveček. Mlýn, jehož součástí byly také železné Hamry, vyhořel v roce 1940 a byl obnoven podle dochovaných fotografií.

Další mlýn, zřízený kolem roku 1592 Vilémem z Rožmberka, nejvyšším purkrabím Pražského hradu, je zachován v domě zvaném Na Mlýnku, později upraveném na výletní hostinec. Z pozdější doby, z počátku 18. století, je také Malý mlýn.

Rovněž rozlehlá usedlost ze 16. století, nazývaná Heřmanův dvůr, bývala mlýnem. Dnešní vzhled budov dvora je výsledkem přestaveb z druhé poloviny 18. století.

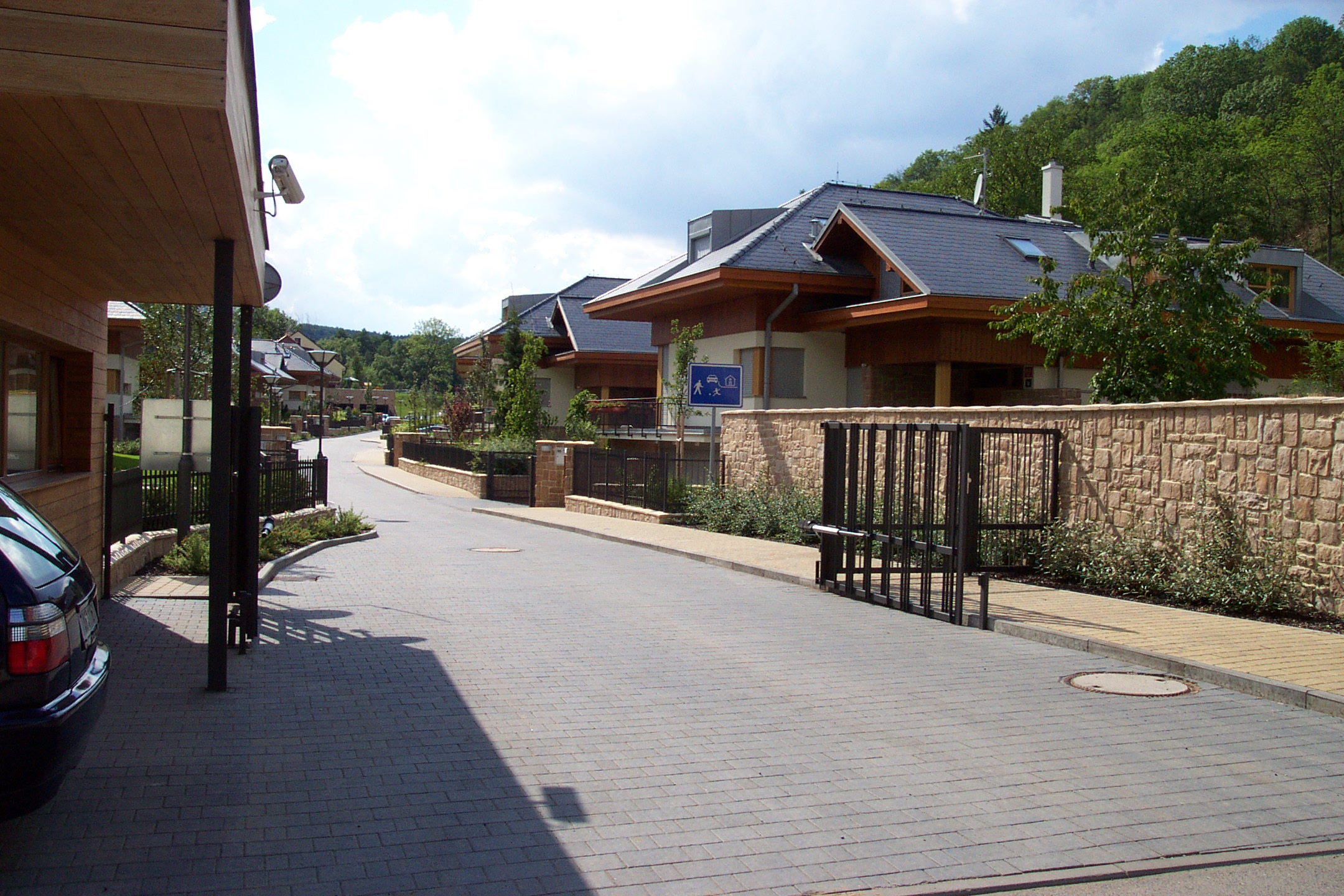
Ulice Ke Kulišce 2620-2631, zástavba z roku 2007

## Současnost
Tichou Šárkou vede "interaktivní" Naučná stezka

vedoucí turistu po památkách a významných objektech, a seznamuje ho s místní faunou, flórou a historií. Údolím také prochází cyklostezka z Podbaby a Tróje směrem do nebušic a Divoké Šárky. Jsou zde rovněž i turistické trasy  a celé údolí lze projít pěšky s možností kdykoli nasednout na autobus č 116.

V roce 2007 byla postavena nová zástavba pod Dubovým mlýnem obsahující 12 rodinných domů. Tichá šárka je oblíbená jako místo k bydlení a tak zde v minulých letech začala výstavba několika objektů, některé z nich mírně kontroverzní. Dětské hřiště naproti usedlosti Žežulka by mělo dostat multifunkční hřiště. Na něm by se mohly provozovat nejen volejbal, nohejbal, fotbal, basketbal či házená, ale také v zimním období bruslit a hrát hokej. 

## Flóra

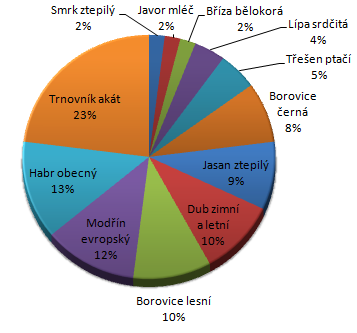
procentuální zastoupení lesního porostu

Dolní část Šáreckého údolí, má charakter od Divoké šárky značně odlišný, ale neméně působivý. Skalnatý kaňon je vystřídán otevřenějším údolím s hustším osídlením. Parkový les nahradily zahrady na jižním svahu a smíšené háje na severním. Klikatému údolí dominuje Kostel svatého Matěje stojící na homolovitém kopci vysoko nad Šáreckým potokem.

Oblast Tiché Šárky pod Jenerálkou, roku 1923 - bez lesů

V 19. století byla Tichá šárka téměř bez lesů. Lesy nacházely pouze v okolí Kostela sv. Matěje. V údolí se vyvinula travinná a keřová teplomilná společenstva. Časem začaly stráně údolí zarůstat lesy a část byla v 19. a 20. století zalesněna uměle.

Tyto uměle vysazované dřeviny byly ale často nevhodné, zejména Trnovník akát, který vylučuje svými kořeny do půdy toxické látky a v jeho okolí tak žádné další rostliny nevydrží.

V současné době je záměrem nahradit akátové porosty přirozenými dřevinami, jako je Dub, Habr nebo Lípa. V rámci lesního hospodaření také Hl. m. Praha provádí prořezávky a probírky, s ohledem na mimoprodukční zaměření Pražských lesů.

## Fauna
Fauna obratlovců pozůstává z druhů rozšířených v celé pražské oblasti, i když v poslední době sem pronikají i někteří živočichové, kteří zde již dávno nežili, např. Prase divoké. Lesní porosty a křoviny jsou důležitým hnízdištěm ptáků. Významná je drobná fauna hmyzu a jiných bezobratlých na skalnatých stráních a skalách a rovněž na vlhkých údolních lukách až bažinách. Donedávna zde žily i některé druhy, které byly známé v širokém okolí Prahy jen odtud, např. drobný plž Praménka rakouská v pramenech na Jenerálce a v Nebušické strouze. 